# Чемпіонат світу з трекових велоперегонів 2022
Чемпіонат світу з трекових велоперегонів 2022 проходив з 12 по 16 жовтня 2022 року в Сен-Кантен-ан-Івлін, муніципалітет Монтіньї-ле-Бретонне поблизу Парижа, Франція, на Vélodrome de Saint-Quentin-en-Yvelines.

## Медалісти

### Чоловіки
| Дисципліна                         | Золото                                                          | Срібло                                                                          | Бронза                                                                       |
| Гіт (1 км)                         | Джефрі Хогланд                                                  | Мелвін Ландерно                                                                 | Алехандро Мартінез                                                           |
| Індивідуальна гонка переслідування | Філіппо Ганна                                                   | Джонатан Мілан                                                                  | Іво Олівейра                                                                 |
| Командна гонка переслідування      | Велика Британія Етан Гейтер Олівер Вуд Ітан Вернон Деніел Бігем | Італія Філіппо Ганна Сімоне Консонні Джонатан Мілан Манліо Моро Франческо Ламон | Данія Тобіас Гансен Карл-Фредерік Беворт Лассе Норман Гансен Расмус Педерсен |
| Спринт                             | Гаррі Лаврейсен                                                 | Метью Річардсон                                                                 | Метью Ґлетцер                                                                |
| Командний спринт                   | Австралія Метью Ґлетцер Лі Гоффман Метью Річардсон Томас Корніш | Нідерланди Джефрі Хогланд Гаррі Лаврейсен Рой ван ден Берг                      | Велика Британія Джек Карлін Алістейр Філдінг Геміш Тернбулл                  |
| Кейрін                             | Гаррі Лаврейсен                                                 | Джефрі Хогланд                                                                  | Кевін Кінтеро                                                                |
| Скретч                             | Ділан Бібік                                                     | Кадзусіге Кубокі                                                                | Рой Ефтінг                                                                   |
| Гонка за очками                    | Йоері Хавік                                                     | Роґер Клюґе                                                                     | Фабіо ван ден Боше                                                           |
| Медісон                            | Франція Донаван Гронден Бенжамін Тома                           | Велика Британія Етан Гейтер Олівер Вуд                                          | Бельгія Фабіо ван ден Боше Ліндсі Де Вілдер                                  |
| Омніум                             | Етан Гейтер                                                     | Бенжамін Тома                                                                   | Аарон Гейт                                                                   |
| Гонка на вибування                 | Елія Вівіані                                                    | Корбін Стронг                                                                   | Ітан Вернон                                                                  |

- Спортсмени, виділені курсивом, брали участь у чемпіонаті, але не змагались у фіналі.

### Жінки
| Дисципліна                         | Золото                                                                                 | Срібло                                                                       | Бронза                                                             |
| Гіт (500 м)                        | Такі Марі-Дівінь Куаме                                                                 | Емма Гінце                                                                   | Гуо Юйфан                                                          |
| Індивідуальна гонка переслідування | Франциска Брауссе                                                                      | Брайоні Бота                                                                 | Джосі Найт                                                         |
| Командна гонка переслідування      | Італія Еліза Бальзамо К'яра Консонні Мартіна Фіданза Вітторія Гуацціні Мартіна Альціні | Велика Британія Ніа Еванс Кеті Арчибальд Анна Морріс Джосі Найт Меган Баркер | Франція Маріон Боррас Клара Коппоні Валентайн Фортін Віктуар Берто |
| Спринт                             | Матільда Гро                                                                           | Леа Фрідріх                                                                  | Емма Гінце                                                         |
| Командний спринт                   | Німеччина Пауліна Ґрабош Емма Гінце Леа Фрідріх                                        | КНР Бао Шаньцзюй Гуо Юйфан Юань Ліюнь                                        | Велика Британія Лорен Белл Софі Кейпвелл Емма Фінукейн             |
| Кейрін                             | Леа Фрідріх                                                                            | Міна Сато                                                                    | Штеффі ван дер Піт                                                 |
| Скретч                             | Мартіна Фіданза                                                                        | Майке ван дер Дуйн                                                           | Джессіка Робертс                                                   |
| Гонка за очками                    | Ніа Еванс                                                                              | Джулі Лет                                                                    | Дженіфер Валенте                                                   |
| Медісон                            | Бельгія Шарі Боссайт Лотте Копецкі                                                     | Франція Клара Коппоні Валентайн Фортін                                       | Данія Амалія Дідеріксен Джулі Лет                                  |
| Омніум                             | Дженіфер Валенте                                                                       | Майке ван дер Дуін                                                           | Марія Мартінсш                                                     |
| Гонка на вибування                 | Лотте Копекі                                                                           | Рашель Барб'єрі                                                              | Дженіфер Валенте                                                   |

- Спортсмени, виділені курсивом, брали участь у чемпіонаті, але не змагались у фіналі.

## Загальний медальний залік
*   Країна-господарка ( Франція)
| Місце                | Країна               | Золото | Срібло | Бронза | Загалом |
| -------------------- | -------------------- | ------ | ------ | ------ | ------- |
| 1                    | Нідерланди           | 4      | 4      | 2      | 10      |
| 2                    | Італія               | 4      | 3      | 0      | 7       |
| 3                    | Німеччина            | 3      | 3      | 1      | 7       |
| 3                    | Франція*             | 3      | 3      | 1      | 7       |
| 5                    | Велика Британія      | 3      | 2      | 5      | 10      |
| 6                    | Бельгія              | 2      | 0      | 2      | 4       |
| 7                    | Австралія            | 1      | 1      | 1      | 3       |
| 8                    | США                  | 1      | 0      | 2      | 3       |
| 9                    | Канада               | 1      | 0      | 0      | 1       |
| 10                   | Нова Зеландія        | 0      | 2      | 1      | 3       |
| 11                   | Японія               | 0      | 2      | 0      | 2       |
| 12                   | Данія                | 0      | 1      | 2      | 3       |
| 13                   | КНР                  | 0      | 1      | 1      | 2       |
| 14                   | Португалія           | 0      | 0      | 2      | 2       |
| 15                   | Іспанія              | 0      | 0      | 1      | 1       |
| 15                   | Колумбія             | 0      | 0      | 1      | 1       |
| Загалом (16 збірних) | Загалом (16 збірних) | 22     | 22     | 22     | 66      |